# Manipulation mentale
Pour les articles homonymes, voir Manipulation.

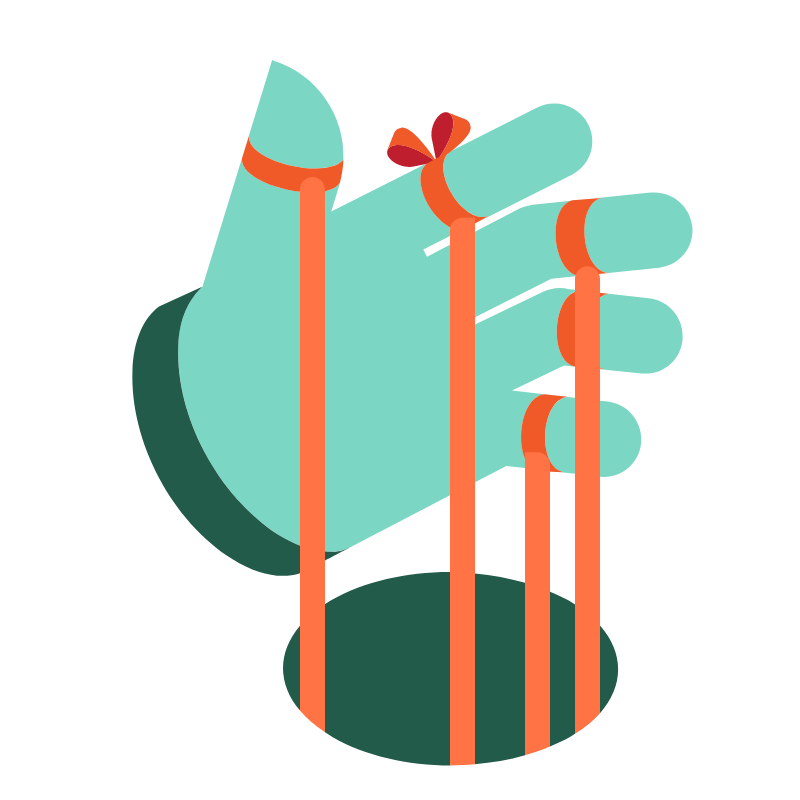
Main du maître chanteur manipulant l’esprit tel un marionnettiste

La manipulation mentale ou manipulation psychologique est — en psychologie — une méthode délibérément mise en œuvre dans le but de contrôler ou influencer la pensée, les choix, les actions d'une personne, via un rapport de pouvoir, ou d'influence (suggestions, contraintes, dissonance cognitive, corruption, emprise psychologique, mensonge, harcèlement, abus verbal, culpabilisation, love bombing, diversion, propagande, séduction, triangulation, endoctrinement, chantage émotionnel, gaslighting, tromperie, victimisation, lavage de cerveau, perversion, abus, désinformation, abus narcissique, chantage émotionnel, contrôle coercitif, agression relationnelle, passif-agressif, abus émotionnel). Les méthodes utilisées faussent ou orientent la perception de la réalité de l'interlocuteur en usant notamment d'un rapport de séduction, de suggestion, de persuasion, de soumission non volontaire ou consentie.
Même si la manipulation mentale est souvent liée aux sectes et au lavage de cerveau, elle entre en jeu dans les relations quotidiennes et concerne aussi bien les individus que les foules.
Des expériences et des concepts ont été développés pour l'expliquer : influence sociale, ingénierie sociale, soumission librement consentie, domination, propagande, harcèlement moral...

## Définition
« La manipulation consiste à construire une image du réel qui a l'air d'être le réel. »

— Philippe Breton
La manipulation fait partie du quotidien des civilisations comme l'Occident moderne où systèmes de pouvoir, conflits d'intérêt, rapports de force, sont omniprésents : elle se développe à partir de la conscience de soi-même, du langage et de la hiérarchisation de la société qui produisent un grand nombre d'interactions et dont chacun veut tirer parti. C'est une compétence apprise, qui forme part de la culture, et que chacun connaît et utilise dans sa vie personnelle ou professionnelle, de façon positive ou négative, consciente ou inconsciente. Dans une telle civilisation, toute communication peut ainsi être une forme d'influence ou de manipulation.
Il existe toute une palette de méthodes allant de la ruse, une action qui peut être parfaitement légitime, aux formes les plus dégradantes de manipulations psychiques, en passant par toutes les sortes de mensonge. La manipulation en tant que concept scientifique est principalement étudiée en psychologie sociale et en philosophie.
Les personnes manipulatrices et les pervers narcissiques utilisent divers outils pour manipuler autrui: séduction, mensonge / gaslighting, soumission, chantage émotionnel, coercition, diversion, projection mentale, breadcrumbing,, intimidation, triangulation, isolement.
La manipulation mentale induit un rapport de pouvoir qui aboutit au contrôle psychique d'une personne. Plus précisément, c'est « la modification de l'état mental d'un individu par un autre dans le dessein de lui faire faire quelque chose », ce qui peut se résumer en un « consentement fabriqué ».
Dans le domaine de la psychologie sociale, on parle de « conditionnement », mot qui apparaît au XIXe siècle, et se développe à la suite des travaux de Pavlov. « Depuis lors, et par extension, le conditionnement représente les conditions mentales ou psychiques nécessaires à l'exécution d'un comportement ».
Fabrice d'Almeida classe les différents types de conditionnements sociaux en rapport au libre arbitre :
| Conditionnement     | Accord   | Définition |
| ------------------- | -------- | --- |
| Réification         | Non      | La réification nie l'individu : sa soumission est obtenue sans son consentement. Elle correspond aux camps de concentration où l'homme-objet n'a aucun libre arbitre et meurt s'il n'obéit pas. |
| Aliénation          | Possible | Dans l'aliénation, l'individu accepte sa condition et se conforme lui-même à la communauté. Sa liberté se limite aux domaines définis par cette même communauté.                                |
| Instrumentalisation | Oui      | L'instrumentalisation décrit le cas où l'individu renonce volontairement à son libre arbitre. Par exemple quand il s'engage dans l'armée professionnelle.                                       |
| Manipulation        | Non      | L'instrumentalisation nécessite un accord de fond en plus du consentement. Dans la manipulation il n'y a pas d'accord de fond et uniquement consentement.                                       |

On distingue l'influence de la manipulation, ceci même si elles utilisent les mêmes outils et ressorts psychologiques, et si elles sont tout aussi difficiles à déceler : l'influence implique une motivation transparente alors que la manipulation inclut l'idée de tromperie sans aucun avantage pour la personne manipulée. En psychologie, la manipulation se définit comme une action secrète sur une personne ou un groupe de personnes. Tout l'art de la manipulation consiste à priver le manipulé de sa liberté sans qu'il s'en rende compte, et qu'il soit persuadé d'être libre.
La propagande ou la publicité cherchent à mobiliser le comportement des masses à court terme, en utilisant parfois des moyens irrationnels. La désinformation est considérée, selon son utilisation, comme une arme de guerre ; elle est cependant utilisée comme la propagande pour manipuler l'opinion publique. La désinformation est « probablement une des manipulations les plus difficiles à déceler et à identifier », c'est un des principaux points faibles de la société de l'information.
Le conditionnement agit à long terme en formant des habitudes et en jouant sur l'affectif. L'endoctrinement éduque, aussi à long terme, en s'adressant aux croyances et à l'intelligence.
Malgré tous les termes qui peuvent être utilisés pour définir une manipulation mentale, celui qui en est l'instigateur n'a qu'un nom : le manipulateur.
La manipulation est par essence une violence morale, parce qu'elle a pour unique but de rompre l'autonomie de la personne par une contrainte, tout en restant masquée : elle « consiste à entrer par effraction dans l'esprit de quelqu'un pour y déposer une opinion ou provoquer un comportement sans que ce quelqu'un sache qu'il y a eu effraction ».

## Histoire
La dimension psychologique de la manipulation est apparue au XVIIIe siècle. Auparavant on parlait simplement de ruse, un concept qui s'appelait mètis dans la Grèce antique, qui correspond à une habileté technique et à une capacité à surmonter les problèmes : la dimension psychologique de ces pratiques était alors tout simplement ignorée. Dans l'Antiquité, la ruse et la rhétorique étaient des qualités importantes en politique. Platon conseille dans La République de créer des mythes pour contrer l'émigration urbaine, en faisant croire au peuple qu'il est risqué de s'éloigner de la cité.
Au Moyen Âge apparaissent les mots « manigance » puis « imposture » qui ont un sens clairement péjoratif. Puis au XVIIIe siècle, un glissement sémantique donne leur sens figuré aux termes de « manœuvre » et de « manipulation » en faisant référence aux fins et non plus aux moyens utilisés dans l'obtention du consentement de l'autre.
Le recul de l'Église laisse la place à une nouvelle politique dite de la « transparence ». Au siècle des Lumières, les philosophes comprennent que les méthodes de gouvernement passées ne suffisent plus et que l'État doit être plus subtil. Et cela va de pair avec le développement de la presse écrite.
C'est l'émergence du libéralisme, rendant le sujet politique autonome, qui permet la manipulation. Fabrice d'Almeida résume : « la démocratie libérale du XIXe siècle fut la synthèse bien comprise de l'honnêteté de droit et de la tartufferie de fait. »
La révolution industrielle entraîne la soumission à l'appareil de production. Karl Marx rejette le capitalisme comme une aliénation dans laquelle le prolétaire reste un esclave moderne en vendant sa force de travail. Georg Lukács va plus loin en parlant de réification, l'ouvrier échangeant sa liberté contre sa nourriture.
Le terme de manipulation sert à décrier les méthodes de conditionnement psychiques apparues au XIXe siècle, puis à exprimer l'échec du droit à apprivoiser les comportements humains au lendemain de la Seconde Guerre mondiale.
Les théories de lavage de cerveau et de manipulation mentale sont issues des recherches sur les programmes de pays totalitaires afin d’expliquer par quelle propagande et quelles méthodes ils étaient parvenus à, apparemment, endoctriner par exemple des prisonniers,. Ces théories ont par la suite été étendues à l’étude des conversions religieuses en particulier sous l’impulsion de Margaret Singer dès les années 1960[réf. nécessaire].
Certains historiens défendent le point de vue selon lequel la propagande utilisée par les pays totalitaires, en particulier par le nazisme, n'a pas de lien avec la manipulation mentale.
Dans les années 1970, les termes de suggestion, de lavage de cerveau ou de viol psychique passent de mode, c'est alors l'idée de manipulation mentale qui est associée aux sectes : si auparavant la force de la suggestion semblait suffire à organiser une secte, à partir des années 2000 ce sont les techniques de manipulation qui sont mises en avant.
D'autres termes seront inventés : la sujétion psychologique par le droit français ou le rapt d'âme par l'ethnopsychiatrie. Mais la manipulation mentale qui n'existait pas au XIXe siècle peut aussi bien disparaître au XXIe.
Cependant, l'avènement de la « société de communication », la chute du mur de Berlin ou encore la médiatisation des sectes laissent penser que la propagande et la manipulation sont des concepts du passé, limités à certains contextes. La démocratie les aurait fait disparaître : la critique même de la manipulation ne fait plus partie de l'actualité à partir des années 1980. Ce serait une illusion pour Philippe Breton qui soutient la thèse d'une continuité avec les régimes totalitaires.

## Diagnostic difficile
Si on exclut le recours à la contrainte physique, la domination économique ou le rapport d'autorité, la manipulation n'est pas définie. En effet, elle est alors liée aux qualités des intervenants et aux contextes, plus qu'aux actes eux-mêmes. De plus, la notion de liberté est en opposition avec le mental et la psychologie : « leur caractère est tel qu'il peut permettre à un pouvoir arbitraire de s'exercer ».
Pour Denis Duclos, il est compliqué de « séparer le libre choix de l’adepte de l’influence psychique du gourou ». Il explique ces difficultés par des raisons profondes, comparant la société à une grande secte.
La manipulation mentale est un élément de compréhension essentiel de certaines dérives pour les uns, mais une thèse réfutée pour les autres[source insuffisante].
Selon le bureau de l’American Psychological Association, la théorie de la manipulation mentale « manque de rigueur scientifique et d’approche critique »[source insuffisante].

## Fonctionnement
Le but de la manipulation est de réduire à néant la liberté du manipulé sans se dévoiler, en identifiant la résistance à vaincre puis en construisant un message artificiel pour s'imposer. Elle s'oppose à l'argumentation qui dévoile à la fois son but et sa méthode.
La manipulation agit sur les besoins fondamentaux, en particulier les besoins d'appartenance et de reconnaissance. Elle joue ainsi sur tout « ce qui fait de nous des êtres humains : la communication, les rapports sociaux, les sentiments, les émotions… ». Elle tire profit des comportements sociaux, comme la preuve sociale qui fait qu'une personne ne sachant comment réagir va suivre les autres, parfois aveuglément au risque de se mettre en danger. Un autre levier très puissant est l'engagement : c'est une conséquence du besoin de cohérence, c'est-à-dire du comportement social qui pousse à continuer dans les voies dans lesquelles on s'est engagé, par souci de stabilité et de continuité. Dans ce contexte, le manipulateur orientera les choix de la personne en prenant en compte les engagements pris tout en laissant au manipulé l'illusion du libre arbitre, sans quoi il risque d'échouer en provoquant la rébellion. C'est ce que l'on appelle la soumission librement consentie.
Le premier degré de la manipulation consiste en une argumentation, une feinte ou encore une mise en scène. Il reste bénin, l'individu pouvant trouver d'autres sources d'information lui permettant d'échapper à ce genre de conditionnement. Cependant, le manipulateur peut atteindre son but tout en restant dans les limites de la loi : l'infraction sera alors caractérisée par le préjudice subi par la victime.
Dans La parole manipulée, Philippe Breton, s'interroge sur le processus de manipulation et la nature de la violence faite à autrui. Il reprend un exemple de Beauvois et Joule dans lequel « un père demande à son fils, occupé avec un ami, d’aller lui acheter des cigarettes. Le fils accepte en pensant que ce n’est pas grave, le bureau de tabac étant tout près. Le père lui annonce alors qu’aujourd’hui la boutique du coin de la rue est fermée, qu’il faut aller à une autre, bien plus éloignée. Le fils, qui était déjà sur le point de partir, obtempère et sort de la maison d’un air morose. Que s’est-il passé ? Le père savait que s’il demandait de but en blanc à son fils d’aller au magasin éloigné, ce dernier n’accepterait pas, car ce serait une trop grande perte de temps. La manipulation repose ici sur la dissimulation d’une information importante, lors d’une première demande, trompeuse, qui permet d’obtenir une première réponse positive (…) Mais en quoi est-ce une action violente ? On pourrait se dire que le fils n’aurait certes sans doute pas accepté de rendre service à son père sans stratagème caché ; mais quand il le fait, où est la contrainte ? Son père n’a pas donné d’ordre, le fils ne semble pas obéir. Pourtant, il s’agit bien d’une violence psychologique : à la différence d’une violence physique, qui passe par une action explicite, la manipulation « consiste à entrer par effraction dans l’esprit de quelqu’un pour y déposer une opinion ou provoquer un comportement sans que ce quelqu’un sache qu’il y a eu effraction. Tout est là, dans ce geste qui se cache à lui-même comme manipulatoire »[source insuffisante].
Stéphane Laurens, maître de conférences, analyse l'interaction qui a lieu entre la source et la cible dans une situation d'influence. Il souhaite déterminer si la relation est asymétrique (seule la volonté de la source influence sur la cible) ou symétrique (on trouve des influences sur la source comme sur la cible). Il montre que la source peut être influencée par la cible et aussi par elle-même, et donc que l'influence est fondamentalement symétrique.

## Société
La notion de manipulation s'applique à toutes sortes d'activités légales, comme la publicité, voire plus simplement dans les relations de la vie quotidienne[source insuffisante].
Pour Michel Foucault, l'État impose une discipline aux citoyens à travers la bureaucratie : c'est un conditionnement social nécessaire à son fonctionnement, nommé « intériorisation de la norme ». Erving Goffman a créé le concept d'institution totale pour décrire par exemple les internats, l'armée ou les asiles d'aliénés qui régissent par la contrainte le temps et le comportement de leur « public ». Là aussi, le conditionnement met les individus en conformité avec les besoins de la communauté.
Les partis politiques, les clubs de sport, l'école, l'armée sont des organisations qui demandent une forme particulière de conditionnement afin de maintenir leur cohésion. « Toutes les associations humaines exigent des signes d'identification et, partant, les insufflent ».

### Entreprises
Bernard Salengro dénonce la manipulation mentale qui accompagne quelquefois les techniques de management, par exemple à travers un « vocabulaire pompeux », où l'on retrouve fréquemment les expressions « entreprise citoyenne », « développement durable », « responsabilité sociétale », et regrette le « manque d'engagements fermes » qui se cache derrière ce « vernis éthique »[source insuffisante].

### États
La première difficulté vient du fait que l'État met l'individu dans une situation contradictoire en voulant lui garantir son autonomie par une politique de contrôle menant ainsi à une dépendance.
Selon le cabinet Egideria, spécialisé en intelligence économique, la gestion de la perception (perception management), pratiquée par les États-Unis à l'initiative du département de la Défense des États-Unis est considérée comme une forme de manipulation mentale. Dans une démarche de « persuasion coercitive », elle tenterait d'influencer le comportement émotionnel ou le raisonnement objectif de la cible et à « induire ou renforcer des attitudes et comportements étrangers qui favorisent l’atteinte des objectifs pour acheminer des informations choisies vers des audiences étrangères afin d’influencer leurs émotions, mobiles, raisonnement objectif et, finalement, le comportement des gouvernements, organisations, groupes et individus étrangers »[source insuffisante].
Cette forme de manipulation pourrait engendrer des carences dans l'élaboration de stratégies d'États entiers[réf. nécessaire].

## Sectes
La théorisation de la manipulation mentale (appelée mind control « contrôle mental » ou plus récemment thought reform, « réforme de la pensée » dans les pays anglophones) est très liée à la question des sectes. Le psychiatre Jean-Marie Abgrall le souligne en disant que « sans manipulation mentale, il ne peut exister de sectes »[réf. nécessaire]. Pour Arnaud Esquerre, l'« association de l'expression « manipulation mentale » avec le terme « secte » a transformé le social, modifié le droit, changé les rapports entre professionnels du psychisme, et eu un impact sur l'existence de communautés » ; il essaie de dissocier les deux à des fins d'analyse. Avant les années 1970 aucun lien n'était fait entre sectes et manipulation mentale.
Au début des années 1980, le prêtre catholique Jacques Trouslard qualifie une secte sur le seul critère de sa nocivité, et sur trois caractéristiques : la manipulation mentale, la destruction sociale et l'escroquerie (aussi bien morale et intellectuelle que financière).
Denis Duclos, sociologue, exprime la tension qui existe autour de la notion de manipulation mentale quand elle est perçue comme localisée uniquement dans les sectes : « Plus nous forcerons les gens à (…) s’accorder à l’idéal d’une humanité réglée par le droit commercial universel et son substrat technologique (en ignorant le caractère foncièrement coercitif de cette pure gestion), plus nous nous exposerons à ouvrir des plaies que la secte viendra exploiter, en opposition complice avec sa grande sœur globale ».
Personne ne souhaite entrer dans une secte, mais chacun peut se faire prendre : il est en effet impossible d'échapper à toutes les manipulations, l'important est donc d'en sortir le plus rapidement possible. Selon les statistiques, les personnes les plus vulnérables ont un niveau d'étude supérieur au bac : la secte fait plus appel à l'émotion qu'à la raison ; environ 70 % des adeptes sont croyants, les autres sont à la recherche d'un absolu ou d'un idéal. « Les sectes revêtent suffisamment de masques pour couvrir l'ensemble des rêves de l'homme moderne. »
Le gourou exploite les interrogations, les fragilités, la détresse de l'individu et lui propose des réponses toutes faites, souvent délirantes, qui vont le rassurer et qu'il va s'approprier. Parmi les techniques de séduction utilisées, on peut citer le salut après un grand cataclysme annoncé (les Témoins de Jéhovah ou la scientologie ont prévu plusieurs fois la fin du monde), et le « matraquage d'amour » (en anglais love bombing).
Une fois à l'intérieur, les techniques de manipulation changent. Tout est fait pour empêcher les adeptes de développer leur sens critique et surtout pour leur vider l'esprit, par exemple réciter des mantras tout au long de la journée. L'isolement et la déshumanisation détruisent leurs convictions et les mènent à accomplir des actes répréhensibles ou tabous qu'ils n'auraient pas commis en temps normal. La secte montre une nature totalitaire en voulant représenter la vérité absolue contre tous ceux qui sont à l'extérieur. Pour s'assurer sa survie, elle doit éliminer tout espace de liberté, faire le vide, faire régresser. Les rapports sexuels sont soit interdits soit forcés, les liens affectifs n'ont pas de place car entièrement voués au gourou.
Enfin, l'adepte est doublement victime, parce qu'il subit la manipulation mentale et l'impose à son tour aux autres.

### Caractérisation de la manipulation
Dans le cadre des sectes, trois critères peuvent être utilisés pour caractériser une situation de manipulation mentale, par celui que l'on nommera « accusateur » : un changement de comportement et des énoncés répétitifs du manipulé, des énoncés et des comportements anormaux par rapport à la société dans laquelle il vit, et une considération du manipulé pour le manipulateur plus importante que pour ses proches (dont l'accusateur). L'Union nationale des associations de défense des familles et de l'individu victimes de sectes distingue elle six critères : déstabilisation mentale, rupture avec l'environnement d'origine, atteintes à l'intégrité physique, embrigadement des enfants, allégeance inconditionnelle à une personne, et une doctrine poussant à commettre des actes contraires à la loi ou à la dignité humaine.
Pour Tobie Nathan et Jean-Marie Abgrall, la construction de l'individu repose sur la notion de consentement. La manipulation (ou le rapt d'âme selon les termes de Nathan) crée un consentement inauthentique, apparent ou fabriqué qu'il faut identifier par différence avec le consentement authentique, c'est-à-dire ce que l'individu pense réellement.

### Non-adhésion
Personne n'étant à l'abri de la manipulation mentale, la question se pose de savoir pourquoi tout le monde n'est pas manipulé par une secte. Les trois motifs mis en avant par Arnaud Esquerre sont : l'attachement à l'image de soi-même et à ses proches, le coût social de l'adhésion (ne pas pouvoir ou ne pas désirer de nouveaux attachements), et le coût de l'adhésion à un nouveau discours ou de nouvelles pratiques.

### Législation

#### États-Unis
Les États-Unis s'opposent à toute réglementation concernant les sectes au nom de la « liberté de religion ».

#### France
En France, les associations de défense de victimes demandent régulièrement une pénalisation de la manipulation mentale.
Estimant que la législation ne permettait plus de lutter efficacement contre les sectes, un nouveau délit de « manipulation mentale » avait été proposé dans le projet de loi About-Picard de 2001, et défini ainsi : « Le fait, au sein d'un groupement qui poursuit des activités ayant pour but ou pour effet de créer ou d'exploiter la dépendance psychologique ou psychique des personnes qui participent à ces activités, d'exercer sur l'une d'entre elles des pressions graves et réitérées ou d'utiliser des techniques propres à altérer son jugement afin de la conduire, contre son gré ou non, à un acte ou une abstention qui lui est gravement préjudiciable ».
Le procès d'Arnaud Mussy, du Néo-Phare, en 2002, fut considéré comme la première application de la loi About-Picard sur la manipulation mentale ou plutôt la « sujétion psychologique »[source insuffisante].
Mais les oppositions à cette création d’un nouveau délit furent nombreuses[source insuffisante]. La Commission nationale consultative des droits de l'homme, présidée par Pierre Truche, ancien premier président de la Cour de cassation, avait été consultée à cette occasion et avait rendu son avis ainsi : « La création d'un délit spécifique de manipulation mentale ne nous paraît pas opportune ». Les députés ont finalement retenu une formulation plus « consensuelle » qui consistait à compléter « l’abus frauduleux de l’état d’ignorance ou de faiblesse » existant (article 313-4, livre III du Code pénal)[source insuffisante].
Danièle Hervieu-Léger, sociologue des religions à l'École des hautes études en sciences sociales à Paris, est opposée à la thèse de la manipulation, qui « postule que l'individu qui choisit d'entrer dans une secte n'exerce en fait aucune volonté autonome »[source insuffisante]. Pour Arnaud Esquerre, la question est « de savoir ce qu'est la liberté d'un sujet. En l'occurrence, il apparaît qu'un sujet « libre » est celui qui a les bonnes soumissions, c'est-à-dire celles reconnues et autorisées par l'État ».

#### Suisse
Pour Roland Campiche, directeur de l'Observatoire des religions à l'université de Lausanne : « Les expertises américaines qui ont étudié cette notion ont conclu qu'elle n'avait pas de consistance, et que l'individu restait capable de discernement lorsqu'il était engagé dans une secte. Cela dit, on ne peut faire abstraction de l'exploitation par les sectes d'une faiblesse passagère d'une personne. Mais au-delà, la responsabilité de l'individu reste engagée. On vit dans une société où la responsabilité individuelle est fortement mise en valeur. Alors pourquoi les gens ne seraient-ils pas aussi responsables dans le domaine de la religion ? »[source insuffisante].
Au contraire, pour l'avocat François Bellanger, président du groupe d'experts genevois qui s'est penché sur la question, « La manipulation mentale est une réalité. Mais il est vrai que le sujet est extrêmement difficile à règlementer. Il faut distinguer entre la manipulation mentale quotidienne, car nous sommes tous manipulés à des degrés divers, par la publicité par exemple, et la manipulation criminelle. Pour que celle-ci ait lieu, il faut une action physique et psychique répétée et systématique sur autrui dans le dessein d'affaiblir sa capacité de jugement ou de le placer dans un état de dépendance »[source insuffisante].

## Expériences
Les expériences qui suivent montrent l'importance écrasante du contexte pour faire commettre à des gens ordinaires des actes réprouvés par leur éducation.

### Landis
Carney Landis réalise en 1924 une des premières expériences psychologiques avec plusieurs tests sur les réactions émotionnelles. Il demande comme dernière épreuve à ses collègues étudiants de décapiter des rats. Bien que la plupart refusent au début, il arrive à en convaincre 71 %,[source insuffisante].

### Asch
Solomon Asch a publié en 1951 le résultat d'expériences sur la conformité avec le groupe : dans un groupe de 7 personnes, dont 6 étaient des complices, il demandait à chaque participant de répondre à une question simple d'observation. Lorsque les 6 complices donnaient une réponse ouvertement fausse, la septième se rangeait à l'avis général dans 37 % des cas.

### Milgram
L'expérience de Stanley Milgram réalisée au début des années 1960 a eu des impacts scientifiques et publics très importants. Ses travaux ont été continuellement référencés dans d'autres domaines que la psychologie : médecine, histoire, économie, sociologie ou encore philosophie.
L'expérience consistait à évaluer le degré d'obéissance d'un individu devant une autorité qu'il jugeait légitime, en lui demandant d'infliger des chocs électriques de plus en plus forts à un sujet qui faisait des erreurs dans un exercice de mémorisation. Les résultats surprenants annonçaient que 65 % des sujets avaient poussé la charge électrique au maximum (450 volts) sur ordre de l'expérimentateur. Cependant, dans une seconde expérience où les sujets étaient libres de continuer ou non, 80 % d'entre eux s'arrêtaient à une charge « raisonnable » de 120 volts.

### La Troisième Vague
La Troisième Vague est l'expérience de groupe organisée en Californie en 1967 par le professeur d'histoire Ron Jones avec une classe de première. Son but était de créer un jeu de rôle afin d'essayer de comprendre la montée du nazisme en Allemagne qui a mené à un génocide. L'expérience lui échappe au bout du quatrième jour, il décide alors d'arrêter en expliquant à ses élèves comment ils se sont entraînés les uns les autres vers une organisation totalitaire.

### Stanford
L’expérience de Stanford est une étude de psychologie sociale sur les conséquences de la situation carcérale. Elle fut réalisée en 1971 sous la direction de Philip Zimbardo avec des étudiants qui jouaient le rôle de geôliers ou de prisonniers. Il s'agissait d'observer le comportement de personnes ordinaires et de voir si la situation plutôt que la personnalité des participants induisait des comportements parfois contraires aux valeurs professées par ces participants. Les rôles de geôliers et de prisonniers avaient été distribués de manière aléatoire, et non pas en fonction de la personnalité de chacun.
Les uns et les autres se sont vite adaptés à leurs rôles respectifs, dépassant les limites prévues et provoquant des situations dangereuses et traumatisantes. Un tiers des geôliers fit preuve de sadisme, et l'expérience fut interrompue au bout de quelques jours.

## Techniques

### Pavlov
Pavlov, en explorant expérimentalement au début du XXe siècle des voies simples de conditionnement animal, ouvre des perspectives de compréhension de certains réflexes comportementaux pouvant être déclenchés par des stimuli : il faisait tinter une cloche lorsqu'il présentait à un chien de la nourriture. En répétant l'expérience le tintement de cloche déclenchait la salivation, même sans présentation de nourriture. Ce comportement — qu'il n'avait pas avant — est le résultat de ce conditionnement. Pavlov a démontré qu'on peut utiliser de nombreux stimuli et programmer de nombreuses réactions organiques réflexes. Ici, la répétition du stimulus est un facteur essentiel.

### Méthode PDH
PDH signifie Douleur-Drogue-Hypnose (en anglais : Pain, Drug and Hypnosis), et évoque une méthode qui aurait été utilisée en Corée du Nord sur les soldats prisonniers de guerre, par des psychiatres et les services secrets.

### Projet MKULTRA
L’expression « projet MK-Ultra » est le nom de code d’un programme clandestin de la CIA, actif principalement entre les années 1953 et 1973, qui visait à étudier et expérimenter diverses techniques de manipulation mentale, notamment par l’administration de psychotropes comme le LSD.
Les révélations publiques sur ce programme ont été rendues possibles à la suite d’enquêtes journalistiques dans les années 1970, puis des travaux de commissions d’enquête du Congrès américain, telles que la commission Church. Certaines personnes ont affirmé avoir été victimes de manipulations mentales dans le cadre de ce programme. Parmi les cas médiatisés figure celui de l’ancien mannequin Candy Jones, popularisé par l’ouvrage The Control of Candy Jones (« Candy Jones sous emprise », Playboy Press, 1976), bien que son témoignage repose essentiellement sur des séances d’hypnose et n’ait pas été corroboré par des documents officiels.
En 1973, sur ordre du directeur de la CIA de l’époque, Richard Helms, la plupart des documents relatifs au projet MK-Ultra furent détruits, officiellement pour protéger la sécurité nationale. Toutefois, environ 20 000 pages d’archives administratives échappèrent à cette destruction et furent retrouvées en 1977, ce qui a permis de mieux documenter l’ampleur du programme.

### «MICE» / «VICE»
« MICE » (acronyme anglais signifiant Money, Ideology, Compromise et Ego ; qu'on peut traduire en français par l'acronyme « VICE » pour Vénal, Idéologie, Compromission, Ego) recense les leviers psychologiques que les services secrets auraient utilisés notamment pendant la guerre froide pour obtenir des informations ou la collaboration d'un ressortissant ennemi. L'individu alors appelé par le terme neutre « agent », est soumis à l'un des protocoles inspirés d'études et d'expérimentations psychologiques ; le but étant selon son profil d'acheter ses services, de le convaincre à l'aide de ses propres idées, de le contraindre ou intimider avec une de ses faiblesses, ou de le flatter et jouer sur son orgueil.

### Messages subliminaux
Dès les années 1950, le développement du cinéma et de la télévision aurait été l'occasion de tester une méthode de manipulation mentale fondée sur l'insertion d'une image subliminale, c'est-à-dire si brièvement présente que l'on ne peut la percevoir consciemment. La théorie étant fondée sur le fait que l'inconscient en garderait néanmoins une trace, poussant à agir par la suite d'une manière prédéterminée (comme pour l'achat d'un produit spécifique, par exemple). L'image doit être simple et non équivoque (symbole, couleur, logo). La théorie, établie par James Vicary et Vance Packard, remet en cause la publicité.
Au cours de la campagne de l'élection présidentielle française de 1988, une image de François Mitterrand est apparue au cours du générique du journal d'Antenne 2, la seconde chaîne nationale. Le psychologue social Jean-Léon Beauvois, qui parle de « petit scandale », estime que ces « présentations subliminales [étaient] destinées à produire un effet dit de « simple exposition » dans les mois précédents l'élection de 1988 ».

### Manipulation par l'angoisse et la violence
Le principe de base — étudié dans les années 1930 — soutient qu'un individu en état de peur manifesterait des réactions de fuite et d'évitement les plus primaires et donc les plus prévisibles. Les fonctions complexes du cerveau, n'offrant pas de solution immédiate, seraient désactivées, rendant l'individu manipulable dans une situation d'extrême angoisse. Le sujet terrorisé — comme l'animal poursuivi par le chasseur — ne pourrait éviter les pièges qu'on lui tend. La terreur[Lequel ?] fut effectivement utilisée depuis l’Antiquité pour assurer le pouvoir des despotes, par la « méthode par l'exemple » appuyée par les dénonciations, interrogatoires, enlèvements, disparitions et exécutions aléatoires, etc. mais l'Histoire montre que la méthode n'a jamais été longtemps efficace, se retournant généralement après quelques années ou décennies contre les manipulateurs.

### Méthode chimique
L'utilisation à hautes doses d'antidépresseurs et de sédatifs ou de certaines drogues aurait selon certains pour effet de limiter les capacités cognitives et discriminantes du sujet, suffisamment pour le conditionner. Une littérature romanesque ou de science-fiction évoque la possibilité de conditionner l'individu ainsi drogué (La Kalokaïne), sans qu'il garde la trace des informations ou du conditionnement opéré. Divers régimes totalitaires ont néanmoins utilisé des produits chimiques pour mettre leurs victimes en état de peur et de souffrance ou dans le cadre de la torture[réf. nécessaire].

### Gestion de la perception
La gestion de la perception (perception management) est une technique inventée par le département de la Défense des États-Unis (voir plus haut section « États »).

### Lavage de cerveau
À l'extrême, le lavage de cerveau permet de réduire quelqu'un « à l'état de « légume », de créer de « faux souvenirs » par l'usage de drogues et d'autre traitements », mais laisse le doute sur la responsabilité de la personne qui le subit car elle conserve sa personnalité et son humanité : d'où sa qualification de manipulation mentale. Le lavage de cerveau est une forme complexe de conditionnement qui modifie l'ensemble du psychisme et agit sur les sentiments et les croyances pour désintégrer la personnalité et en construire une nouvelle.

## Psychothérapie et manipulation
L'ethnopsychiatre Tobie Nathan défend toutes les techniques thérapeutiques, sauf celles pratiquées dans les sectes qu'il assimile à de la sorcellerie. Il juge la notion de manipulation mentale imprécise et invente celle de « rapt d'âme » qui au bout du compte est tout aussi imprécise. En étudiant les sectes, il s'aperçoit qu'elles sont loin d'être totalitaires et ressemblent plus à des organisations thérapeutiques. Alors que la psychothérapie, la psychologie et la psychanalyse cherchent à modifier le fonctionnement des sujets, les sectes veulent le transformer en un être nouveau. Tobie Nathan en conclut que « toute psychothérapie comporte le risque d'une potentielle dérive ».
L’inoculation psychologique donne aux individus une bonne résistance à la manipulation mentale[réf. nécessaire].

## Film documentaire
- Des bourreaux aux mains propres, documentaire de Auberi Edler (2018) sur la pratique de la torture mentale qui s’est développée aux États-Unis selon les mêmes méthodes que dans les pays communistes, afin de lutter contre le communisme puis contre le terrorisme. Le film évoque notamment l'expérience de Milgram, l'expérience de Stanford et le camp de Guantánamo. Ce documentaire a été diffusé sur Arte en novembre 2021.

#### Techniques
- Hypnose
- Love bombing
- Infox
- Storytelling
- Désinformation

#### Syndromes
- Faux souvenirs
- Syndrome du vrai croyant
- Syndrome de Stockholm

#### Cas médiatisés
- Robert Hendy-Freegard